# 4153-as mellékút (Magyarország)
A 4153-as számú mellékút egy bő 3 kilométer hosszú, négy számjegyű országos közút Szabolcs-Szatmár-Bereg vármegye területén; a 4-es főutat köti össze Kisvárda belterületének déli részével.

## Nyomvonala
Kisvárda külterületének délnyugati peremén ágazik ki a 4-es főútból, annak 316,4 kilométerénél, körforgalmú csomópontból. Délkelet felé indul, majd bő fél kilométer után keletebbi irányt vesz. 1,2 kilométer megtétele után, ugyancsak körforgalmú csomópontban keresztezi a 4145-ös utat, amely itt nagyjából 3,4 kilométer megtételén van túl, Ajak és Zsurk között húzódva.
Néhány száz méterrel ezután, szintben keresztezi a Budapest–Záhony-vasútvonal vágányait, majd a 2. kilométerét elhagyva egy újabb körforgalmon halad keresztül (a csatlakozó utak itt csak helyi iparterületeket szolgálnak ki). Utolsó szakaszát Ipari utca néven teljesíti, keleti irányban, míg bele nem fut egy újabb körforgalomba. A 4108-as útba beletorkollva ér véget, annak az 1,85 kilométer közelében. Egyenes folytatása Kisvárda keleti elkerülő útja, amely önkormányzati útként húzódik egészen a 4109-es út keresztezéséig.
Teljes hossza, az országos közutak térképes nyilvántartását szolgáló kira.gov.hu adatbázisa szerint 3,230 kilométer.

## Települések az út mentén
- Kisvárda